# Корнеев, Михаил Яковлевич
Михаил Яковлевич Корнеев (1926—2002) — советский и российский профессор, доктор философских наук.

## Биография
Родился в 1926 году. По национальности — ижора.
В 1941 году Корнеев успел закончить только деревенскую неполную среднюю школу и поступить в Ленинградский энергетический техникум. Однако в техникуме учиться ему не довелось — к городу приближались войска Третьего рейха, и Михаил, как и многие другие ленинградцы, оказался на оборонных работах. Готовил вместе со взрослыми противотанковые рвы. Когда начались немецкие налеты на город, гасил зажигательные бомбы и возникавшие после их взрывов очаги загорания. Через Кронштадт по «Малой Дороге жизни» (Лисий Нос — Малая Ижора) добрался до родной деревни Коваши, где жили его родители и где он закончил неполную среднюю школу. Корнеев привлекается к очистке от снега и льда фронтовых дорог, весной и летом трудится в прифронтовом колхозе имени Э. Тельмана.
В июне 1942 году вместе с родителями Корнеев эвакуировался в Башкирскую АССР. Летом работал в колхозе помощником комбайнера. В другое время учился в Педагогическом училище, сочетая это с занятиями по допризывной подготовке (Михаил целенаправленно готовился стать снайпером) и разгрузкой барж с зерном на Каме.
В ноябре 1943 году он оказался в рядах РККА. Его снайперская подготовка осталась невостребованной, ибо к тому времени особая потребность в снайперах отпала. Корнеева направили в школу авиаспециалистов в Чкаловской области. В должности мастера по электроспецоборудованию сержант Михаил Корнеев в июне 1944 года оказался на 3-м Белорусском фронте. В составе гвардейского бомбардировочного полка, прославившегося многими героическими операциями, в качестве мастера по электрооборудованию он участвует в штурме Кенигсберга и города-крепости Пиллау. Это участие отмечено благодарностью Верховного Главнокомандующего и медалью «За взятие Кенигсберга».
В армии Корнееву пришлось задержаться еще до апреля 1951 года, где он выполнял те же обязанности, сдал испытания на звание офицера и являлся заместителем секретаря партийного бюро авиаэскадрильи и членом партийной комиссии авиационного соединения.
В 1953 году Корнеев только закончил философский факультет Ленинградского университета, на заочном отделении которого начал учебу, еще находясь в армии. Затем три года учебы в аспирантуре, защита кандидатской диссертации в 1957 году и в 1971 году — докторской. С 1971 года и в течение 20 лет он заведовал кафедрой современной зарубежной философии и социологии. В 1974 году утвержден в звании профессора. Михаил Яковлев — участник ряда международных научных конференций. Выезжал в качестве лектора в Мали, Гвинею, ГДР, на Кубу.
В студенческие и аспирантские годы Корнеев являлся заместителем секретаря Комитета комсомола университета, несколько раз избирался членом и секретарем партийного бюро факультета и членом Партийного комитета университета, членом Учёных советов факультета и университета. За активное участие в военно-патриотической работе он имел благодарность от Комитета ветеранов страны.
В январе 1995 году Михаилу Яковлевичу Корнееву было присвоено звание Заслуженного деятеля науки Российской Федерации.

## Публикации
- Африканские мыслители XX века: эскизы к интеллектуальным портретам. Издательство СПбГУ. СПб., 1996.
- Ведический взгляд на психоанализ З. Фрейда и К.-Ч. Юнга // История современной зарубежной философии: компаративистский подход. Коллективная монография. Под ред. М.Я. Корнеева. СПб.: «Лань», 1998.
- Гуру Датт: культурологические и историко-философские размышления о западном и индийском экзистенциализме // Там же.
- Гарсиа-Бакка Хуан Давид: контуры философской антропологии // Там же.
- Дайсаку Икэда как мыслитель: набросок интеллектуального портрета. Тезисы доклада // Первый Российский философский конгресс. Человек-Философия-Гуманизм. Т. 1. Философия в духовной жизни общества. СПб., 1997.
- Дасгупта — историк индийской философии. Тезисы доклада // Первый Российский философский конгресс. Т. 9. Основные доклады и обзоры. СПб., 1998.
- Жак Деррида в контексте восточной философии: краткий обзор некоторых зарубежных публикаций 90-х годов // Хайдеггер и восточная философия: поиски взаимодополнительности культур / Отв.ред. М.Я. Корнеев, Е.А. Торчинов. 2-е изд. СПб.: Санкт-Петербургское философское общество, 2001. С.298-300
- Зарубежная сравнительная философия XX века: проблемы концептуализации // Размышления о философии на перекрестке второго и третьего тысячелетий. Сборник к 75-летию профессора М.Я. Корнеева. Серия «Мыслители». Выпуск 11. СПб.: Санкт-Петербургское философское общество, 2002. С. 13-27.
- Индийская философия и западная феноменология // История современной зарубежной философии: компаративистский подход. СПб., 1998.
- Историко-философские этюды: Хосе Марти-и-Перес и Хосе Инхеньерос // Там же.
- Клод Самнер: историко-философские и историко-этические экскурсы // Там же.
- Критика основных направлений буржуазной социологии знания (в соавторстве с В.Л. Шульцем). Издательство ЛГУ. Л., 1985.
- Критика современных буржуазных концепций личности. Изд-во «Знание». М., 1974.
- Личность и общество в условиях научно-технической революции. Изд-во ЛГУ. Л., 1978.
- Логика небытия Нисида Китаро, дзэн-буддизм Дайсэцу Судзуки и буддийская философия жизни Дайсаку Икэды // История современной зарубежной философии. СПб., 1998.
- Логика небытия Нисида Китаро и западная философия // Там же.
- Логика развития зарубежной компаративистской философии в XX веке: от концептуальной Урселя-Массона до прикладной личностно-ориентированной типа «Хайдеггер и азиатская мысль» // Современная философия как феномен культуры: исследовательские традиции и новации. Материалы научной конференции. Серия “Symposium”, выпуск 7. СПб.: Санкт-Петербургское философское общество, 2001.
- Логика развития зарубежной компаративистской философии в XX веке: от концептуальной Урселя-Массона до прикладной личностно-ориентированной типа «Хайдеггер и азиатская мысль» // Хайдеггер и восточная философия: поиски взаимодополнительности культур / Отв.ред. М.Я. Корнеев, Е.А. Торчинов. 2-е изд. СПб.: Санкт-Петербургское философское общество, 2001. С.275-278
- Макс Вебер в социологической мысли Востока и Латинской Америки: несколько дискурсов в историю и современность // Макс Вебер, прочитанный сегодня. Изд-во СПбГУ. СПб., 1997.
- Место компаративистского подхода в структуре методологии историко-философского познания // История современной зарубежной философии. СПб., 1998.
- Метафизика, эстетика и компаративистика Леопольда Седара Сенгора // Размышления о философии на перекрестке второго и третьего тысячелетий. Сборник к 75-летию профессора М.Я. Корнеева. Серия «Мыслители», выпуск 11. СПб.: Санкт-Петербургское философское общество, 2002. С.256-277
- Мигель Леон-Портилья: философия нагуа в ее сравнении с древнегреческой и древневосточной философией // Там же.
- Мухаммад Икбал и Мухаммад Маян Шариф: концепция неоплатонизма // Там же.
- Наука и надстройка. Изд-во ЛГУ. Л., 1958.
- Новые штрихи в образе африканской философии (по материалам журнала “Philosophy East and West” за 90-е годы XX века) // Размышления о философии на перекрестке второго и третьего тысячелетий. Сборник к 75-летию профессора М.Я. Корнеева. Серия «Мыслители», выпуск 11. СПб.: Санкт-Петербургское философское общество, 2002. С.252-255
- Осман Амин: поиски синкретизма в истории исламской мысли // История современной зарубежной философии. СПб., 1998.
- Проблемы социальной типологии личности. Изд-во ЛГУ. Л., 1971.
- Религиозная социология знания С.Х. Насра и Али Шари-ати. Общие контуры // Социальное познание: проблемы теории, методологии, практики. Изд-во СПбГУ. СПб., 1998.
- Сеа Леопольдо, Круз Коста, Салазар Бонди: размышления об особенностях историко-философского процесса // История современной зарубежной философии. СПб., 1998.
- Сеийд Хосейн Наср: суфизм в ретроспективе // Там же.
- Сенгор и западная философия: от противостояния — к диалогу // Диалог в философии: традиции и современность. СПб., 1995.
- Творчество Мартина Хайдеггера в зарубежной сравнительной философии // Хайдеггер и восточная философия: поиски взаимодополнительности культур / Отв.ред. М.Я. Корнеев, Е.А. Торчинов. 2-е изд. СПб.: Санкт-Петербургское философское общество, 2001. С.5-28
- У истоков концептуализации сравнительной философии: Поль Массон-Урсель // История философии, культура и мировоззрение. К 60-летию профессора А.С. Колесникова. СПб., Санкт-Петербургское философское общество, 2000
- У истоков концептуализации сравнительной философии: Поль Массон-Урсель // Хайдеггер и восточная философия: поиски взаимодополнительности культур / Отв.ред. М.Я. Корнеев, Е.А. Торчинов. 2-е изд. СПб.: Санкт-Петербургское философское общество, 2001. С.279-285
- Феноменология в африканской перспективе // История современной зарубежной философии. СПб., 1998.
- Феноменология и китайская философия // Там же.
- Философия синтеза знания и веры Сеийда Хосейна Насра и концепция исламского почвенничества Али Шари-ати // Там же.
- Философия негритюда Леопольда Седара Сенгора и этнофилософия Алексиса Кагаме // Там же.
- Философский романтизм Джебрана Халиль Джебрана и персонализм Мухаммеда Азиз Лахбаби // Там же.
- Философская компаративистика: история. теория, библиография // Вестник СПбГУ. Серия 6. Вып. 1. 1992.
- Философская компаративистика: традиции и новизна (по материалам журнала “Philosophy East and West”, 1984-1994) // Вестник СПбГУ. Серия 6. Вып. 4 (№ 27). 1995.
- Фэн Юлань: конфуцианство, неоконфуцианство и новое неоконфуцианство // История современной зарубежной философии. СПб., 1998.
- Хайдеггер и африканская философия // Хайдеггер и восточная философия: поиски взаимодополнительности культур / Отв.ред. М.Я. Корнеев, Е.А. Торчинов. 2-е изд. СПб.: Санкт-Петербургское философское общество, 2001. С.257-272
- Хайдеггер и востоковедная тенденция в немецкой мысли // Хайдеггер и восточная философия: поиски взаимодополнительности культур / Отв.ред. М.Я. Корнеев, Е.А. Торчинов. 2-е изд. СПб.: Санкт-Петербургское философское общество, 2001. С.59-88
- Хайдеггер и современная философия в странах мусульманского Востока // Хайдеггер и восточная философия: поиски взаимодополнительности культур / Отв.ред. М.Я. Корнеев, Е.А. Торчинов. 2-е изд. СПб.: Санкт-Петербургское философское общество, 2001. С.221-256
- Ху Ши: реконструкция логического метода в древнем Китае // История современной зарубежной философии. СПб., 1998[3].